# Рощенко, Владимир Викторович
Влади́мир Ви́кторович Ро́щенко (род. 10 мая 1952, Челябинск) — советский и российский тренер по боксу. Находится на тренерской работе начиная с 1973 года, тренер-преподаватель челябинских областных ШВСМ и СДЮСШОР, тренер сборных команд Челябинской области и России, личный тренер таких титулованных российских боксёров как Сергей Ковалёв, Александр Соляников, Эдуард Абзалимов. Заслуженный тренер России (1995).

## Биография
Владимир Рощенко родился 10 мая 1952 года в Челябинске. Активно заниматься боксом начал в возрасте десяти лет, однако как боксёр каких-то существенных успехов не добился.
Имеет высшее образование, в 1973 году окончил Омский государственный институт физической культуры (ныне Сибирский государственный университет физической культуры и спорта), после чего пошёл работать по специальности — тренером по боксу.
Первое время тренировал боксёров в челябинском спортивном клубе «Строитель Урала», затем в период 1986—1993 годов работал тренером-преподавателем в Школе высшего спортивного мастерства Челябинского областного спортивного комитета. Начиная с 1993 года в качестве старшего тренера-преподавателя состоял в челябинской областной Специализированной детско-юношеской спортивной школе олимпийского резерва по боксу и занимал должность старшего тренера сборной команды Челябинской области (на чемпионатах России под его руководством сборная четыре раза занимала первое место в неофициальном командном зачёте). В 1993 году также принимал участие в подготовке национальной сборной России к чемпионатам Европы и мира, готовил российских боксёров к летним Олимпийским играм 2000 года в Сиднее.
За долгие годы тренерской деятельности Рощенко воспитал многих талантливых боксёров, добившихся успеха на всероссийском и международном уровнях, в том числе 20 мастеров спорта и четырёх мастеров спорта международного класса. Один из самых известных его учеников — мастер спорта международного класса, чемпион мира среди профессионалов Сергей Ковалёв, который пришёл к нему в 2000 году и затем тренировался под его руководством на протяжении всей своей любительской карьеры, а также помогал готовиться к некоторым профессиональным боям, в частности к бою с американцем Корнелиусом Уайтом. Кроме того, Рощенко был личным тренером мастеров спорта международного класса Александра Соляникова и Эдуарда Абзалимова, в тандеме с тренером Халилом Лукмановым в разное время принимал участие в подготовке таких титулованных челябинских боксёров как Ильфат Разяпов, Сергей Галикиев, Александр Шкаликов, Дмитрий Дягилев, Андрей Алымов, Максим Халиков, Артур Ганеев и др. За выдающиеся достижения на тренерском поприще в 1995 году Владимир Рощенко был удостоен почётного звания «Заслуженный тренер России».